# ソーラーヒートポンプ
ソーラーヒートポンプ（solar heat pump）とは、太陽熱を利用して吸収式ヒートポンプを駆動し、冷暖房等を行う機器を指す言葉である。また太陽熱温水器等の太陽熱利用機器に、大気や地下水等の別熱源をヒートポンプで併用するシステムを指す場合もある。
太陽熱温水器で作った温水を電動ポンプでタンクに貯留して必要な温度までヒートポンプで熱する給湯専用のもののほか、温水を利用して冷媒を強制的に循環させることで冷暖房の機能を有するものもある。個別の太陽熱温水器やヒートポンプ式給湯器に比べて設置コストが高い。住宅用太陽熱高度利用システム補助制度が適用される。

## 概要
太陽熱温水器は太陽熱を直接利用するためエネルギー変換効率が60%程度と高い。これに大気熱を熱源とするヒートポンプを組み合わせることで天候や気温に左右されにくく電力の利用が比較的少ないエネルギーシステムとなっている。価格がまだ高いのが難点である。

## 熱媒
熱を移動させる流体（熱媒、冷媒）としては、水を用いるものと、アンモニアや不凍液を用いるものがある。

## システム形態
ソーラーヒートポンプという用語は、下記のような形態のシステムに対して用いられている。
- 太陽熱を利用して吸収式ヒートポンプを駆動し、冷暖房等を行うもの[1][2]。少なくとも1974年から、この形態の呼称に用いられている[2]。
- 太陽熱に加えて、大気[5]や地下水[3]等の別熱源[4]をヒートポンプで併用するもの。太陽熱をヒートポンプの駆動に用いるとは限らない。